# Lobocleta obfustaria
Lobocleta obfustaria là một loài bướm đêm trong họ Geometridae.